# Nicholas Edward Brown

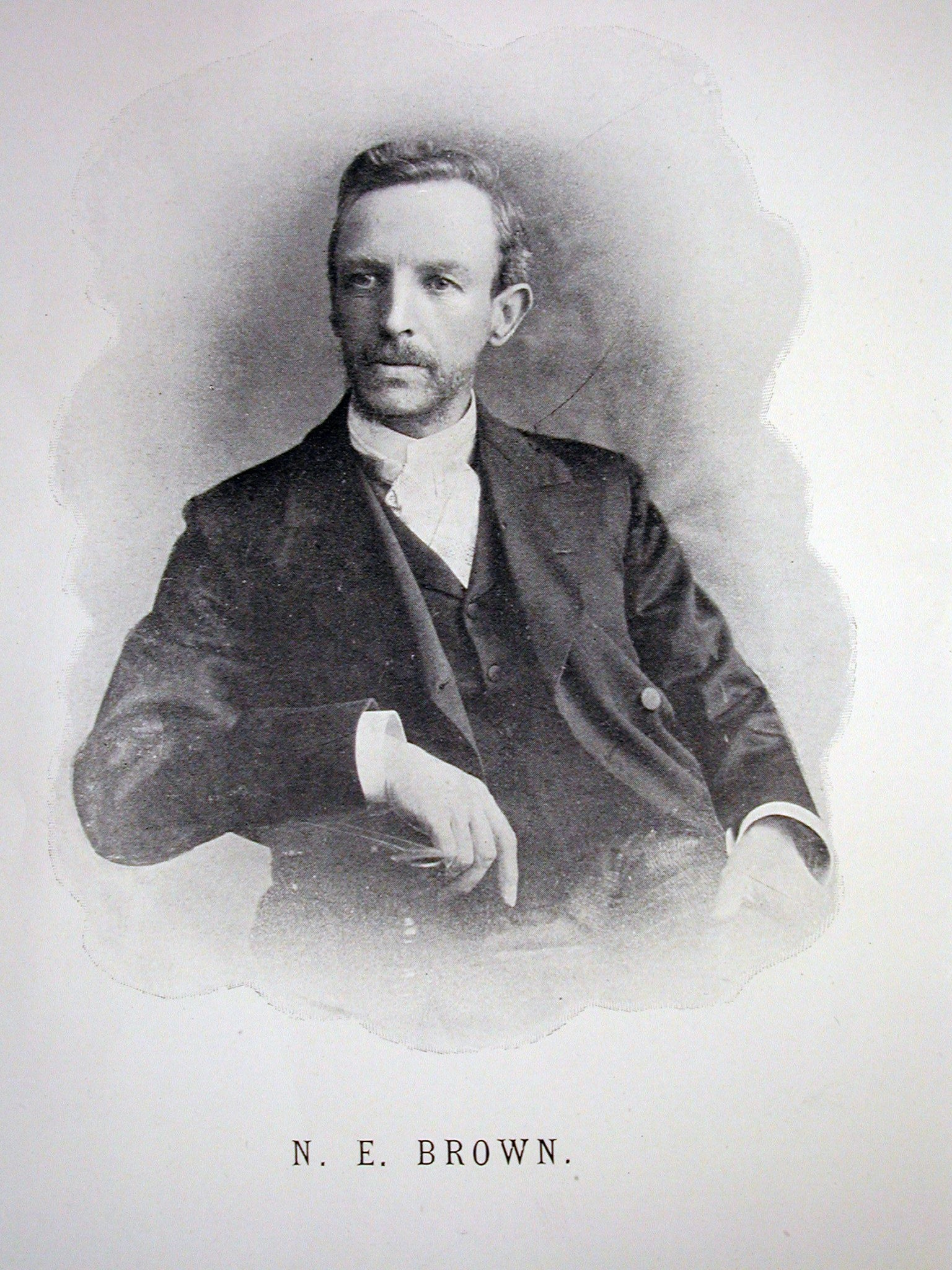
N. E. Brown (vor 1923)

Nicholas Edward Brown (* 11. Juli 1849 in Redhill, Surrey; † 25. November 1934 in Kew, London) war ein englischer Botaniker und Taxonom. Sein offizielles botanisches Autorenkürzel lautet „N.E.Br.“
Er befasste sich mit Sukkulenten, Seidenpflanzengewächsen (Asclepiadoideae), Mittagsblumengewächsen (Aizoaceae), Lippenblütlern (Lamiaceae) und der Kapflora Südafrikas.

## Leben

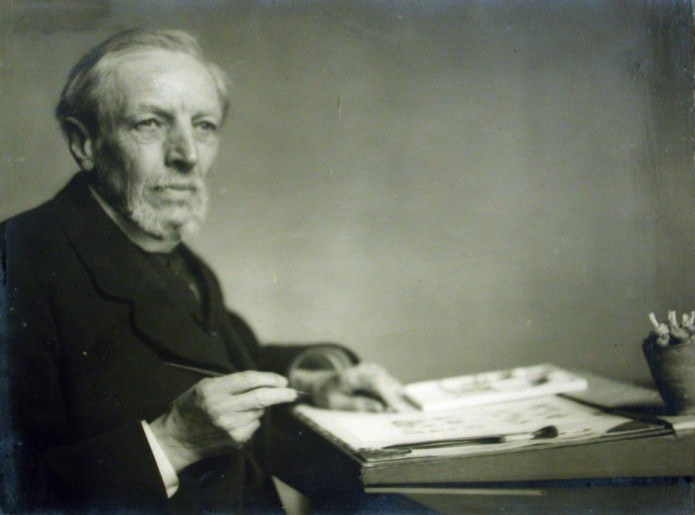
Brown auf einer undatierten Aufnahme

Brown, zunächst Kurator des W. Wilson Saunders's Museum in Reigate, begann seine Arbeit 1873 als Assistent im Herbarium des Royal Botanic Gardens in Kew, von 1909 bis 1914 war er dort Assistant Keeper. Im Jahre 1931 erschienen Zeichnungen mit ausführlichen Beschreibungen von Sukkulenten der von ihm überarbeiteten Gattung Mesembryanthemum. Darüber hinaus publizierte er Arbeiten über die Taxonomie der Pflanzen, insbesondere der Sukkulenten. Er ist auch der Erstbeschreiber von unzähligen Pflanzenarten. 1932 erhielt er für seine Verdienste in Bezug auf die Flora Südafrikas die Capt. Scott Memorial Medal der South African Biological Society. Er bekam darüber hinaus den Ehrendoktor der Wissenschaften der University of the Witwatersrand. Seine Publikationen erschienen vor allem im Kew Bulletin und in der Flora Capensis.
Er war verheiratet mit der Tochter von Thomas Cooper, der Pflanzensammler in der Kapkolonie war.

## Taxonomische Ehrung
Ihm zu Ehren benannte Gustav Schwantes die Gattung Brownanthus der Pflanzenfamilie der Mittagsblumengewächse (Aizoaceae). Nach Brown benannt wurde außerdem Nebrownia Kuntze (zusammengezogen aus N.E.Brown) aus der Pflanzenfamilie der Aronstabgewächse (Araceae) und Nicolasia S.Moore aus der Familie der Korbblütler (Asteraceae).